# Robert Witka
Robert Witka, né le 27 juillet 1981, à Przasnysz, en Pologne, est un joueur polonais de basket-ball. Il évolue au poste d'ailier fort.